# Révolte de Koçgiri
La révolte de Koçgiri désigne un ensemble d’événements et d’actions mené par les tribus de Koçgiri durant les années 1920 et 1921 à l’encontre du pouvoir ottoman, en faveur de la création d’un État autonome kurde.
Il s’agit de la première tentative insurrectionnelle kurde qui menait à la création d’un territoire kurde national, sans distinction religieuse notamment.

## Contexte
À la suite de la défaite ottomane face aux puissances de la Triple Entente de 1918, le territoire ottoman est découpé par le traité de Sèvres au profit notamment des Arméniens et des Kurdes à qui leur est faite la promesse de la création d’un État arménien indépendant et d’un État kurde autonome.
À cette même période est créé à Constantinople le KTC (Kürdistan Teali Cemiyeti, traduit la « Société pour la Naissance du Kurdistan ») par un groupe d’intellectuels et d’officiers kurdes de l’Empire Ottoman. Cette organisation nationaliste milite alors pour la création d’un État indépendant kurde.

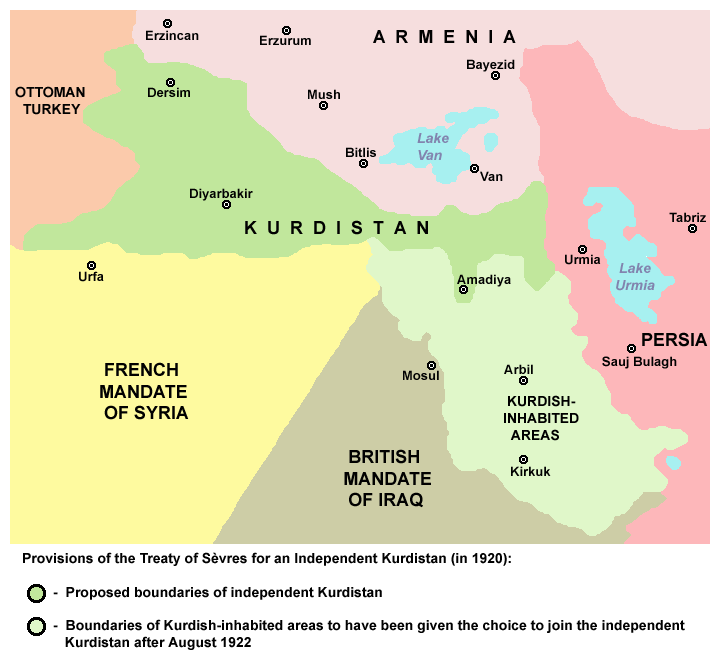

Mais depuis 1919, le général Mustafa Kemal Atatürk mène les troupes indépendantistes turques contre les occupants occidentaux en refusant l’établissement du traité de Sèvres. Il s’oppose donc naturellement à la création d’une zone autonome kurde, tout en promettant aux Kurdes la création d’un État turc où les Kurdes cohabiteraient fraternellement avec les autres peuples. C’est dans cette logique que Mustafa Kemal propose à un des cadres du KTC, Nuri Dersimi ainsi qu’à un représentant des Kurdes du Koçgiri la possibilité de siéger au Parlement d’Ankara. Cette proposition est alors refusée. 
Mais à partir de 1920, Kemal étant rejoint par un nombre considérable de partisans, gagnant en popularité et remportant de plus en plus de batailles face aux occupants, la question kurde est désormais claire : il n’y aura pas d’autonomie kurde.
Koçgiri est alors une région située sur la partie est de Sivas et la partie ouest d’Erzincan. Cette région montagneuse et peuplée majoritairement par des Kurdes de confession alévie issus des tribus formant la confédération des tribus de Koçgiri, est depuis quelques décennies une zone où les Kurdes vivent en relative autonomie vis-à-vis du pouvoir ottoman de Constantinople.
Les chefs des tribus ayant alors des liens étroits avec le KTC, ils se soulèvent contre le pouvoir central de Mustafa Kemal et d’Ankara pour réclamer l’application du traité de Sèvres et même par la suite, une indépendance complète des régions kurdes du Kocgiri, d’Erzincan, de Dersim, de Diyarbakir, de Van, de Bitlis et d’Elazig.

## La révolte

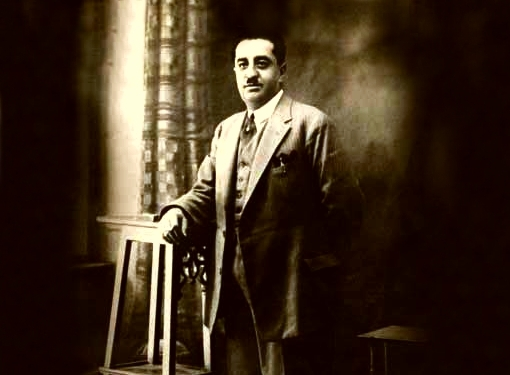
Haydar Bey.

Au cours de l’année 1920, le chef de la confédération des tribus du Koçgiri Mustafa Paşa, ses fils Haydar (membre du KTC et étudiant à Constantinople) et Alişan (gouverneur de la province du Koçgiri de Refahiye), ainsi que Nuri Dersimi (cadre du KTC) et Alişer (bras droit de Mustafa Paşa) décident de lancer des ultimatums aux autorités ottomanes en réclamant l’autonomie kurde.
En fin d’année 1920, sans réponse d’Ankara, les opérations de guérilla se multiplient. En décembre 1920, un directeur local de la Poste est tué par les rebelles. Un bataillon de gendarmerie est attaqué et défait, les armes des autorités sont alors aux mains des Kurdes. En janvier 1921, un régiment est envoyé par le gouvernement d’Ankara pour rétablir l’ordre dans la région. Ce dernier est attaqué, le colonel, ainsi que de nombreux soldats ottomans sont tués. Les armes sont encore saisies par les indépendantistes qui s’emparent dans les semaines qui suivent des villes de Kemah, de Refahiye et d’Ümraniye. De nombreuses tribus voisines, celles de Dersim notamment, s’engagent alors aux côtés des Kurdes de Koçgiri.
Le 6 mars 1921, la loi martiale est déclarée sur la région. Face au danger croissant que représente cette révolte, Nurettin Paşa prend conscience du danger et envoie le corps d’armée du commandant Topal Osman (qui s’était déjà illustré lors des répressions des révoltes des Grecs du Pontique où lors du génocide arménien) pour mater la révolte. Tous les droits sont accordés au commandant pour arriver à son but.
C’est alors que s’opposent près de 25 000 soldats (estimation de Nuri Dersimi, 3 000 selon les autorités officielles) face à un peu plus de 6 000 Kurdes.
Les rebelles sont écrasés par Topal Osman et ses hommes en moins d’un mois. Officiellement, 500 combattants kurdes sont tués, les chefs des tribus sont déportés où tués.
Les deux mois suivant, à savoir d’avril à fin mai 1921, les opérations ottomanes consistent à procéder à un « nettoyage » de la zone. C’est dans ce laps de temps que 132 villages sont brulés, des milliers de villageois sont déportés vers l’ouest et près d’un millier de victimes civiles sont à déplorer.